# 長瀬村 (岐阜県武儀郡)
長瀬村（ながせむら）はかつて岐阜県武儀郡に存在した村である。
現在の美濃市長瀬に該当する。

## 歴史
- 1889年（明治22年）7月1日 - 町村制により、長瀬村が発足。
- 1897年（明治30年）4月1日 - 片知村、神洞村、蕨生村と合併し、下牧村が発足。同日長瀬村は廃止。